# Платель, Элизабет
Элизабе́т Плате́ль (фр. Élisabeth Platel; род. 10 апреля 1959 года в Сен-Жермен-ан-Ле) — французская балерина и педагог, артистка балетной труппы парижской Оперы в 1976—1999 годах (этуаль с 1981 года), с 2004 года — директор Школы танца Парижской оперы.

## Биография
Училась в лицее Клода Дебюсси в Сен-Жермен-ан-Ле, там же начала заниматься балетом в городской консерватории. В 1971 году поступила на балетное отделение Парижской консерватории (класс Кристиан Воссар), общее образование получала в парижских лицеях Октав-Греар и Расин. В 1975 году закончила обучение в консерватории с первой премией. 
В 1976 году в статусе «кадрили» была принята в кордебалет парижской Оперы. В 1978 году была продвинута в статус «сюжета» и получила свои первые сольные партии в балетах Джорджа Баланчина — «Дивертисмент № 15» и «Четыре темперамента». В том же году получила II премию Международного конкурса артистов балета в Варне (Болгария). В июне 1979 года Морис Бежар выбрал её для исполнения главных партий в своих балетах «Жизнь» (где она стала партнёршей Жана Бабиле) и «Не смерть ли это». В том же году, в возрасте девятнадцати лет, стала первой танцовщицей труппы.  
В 1981 году подготовила с Пьером Лакоттом «Сильфиду» — свою первую ведущую партию в классическом балете. Затем последовала Одетта—Одиллия в «Лебедином озере» в постановке Бурмейстера. 23 декабря 1981 года дебютировала в партии Жизели, после чего была названа этуалью труппы.    
С приходом в Оперу Рудольфа Нуреева танцевала главные партии во всех его постановках («Раймонда», «Дон Кихот», «Лебединое озеро», «Баядерка», «Золушка»). 
Была приглашённой балериной в Балете Бордо, Балете Нанси, лондонском Королевском балете, Гамбургском балете. Выступала в гала-концертах по всему миру, включая Россию.  
9 июля 1999 в силу жёстких возрастных рамок официально попрощалась со сценой парижской Оперы, станцевав в качестве последнего спектакля «Сильфиду» с Николя Ле Ришем (I акт) и Манюэлем Легри (II акт). Затем неоднокоатно выступала в Опере в качестве «приглашённой звезды»: в 2000 году в «Баядерке» и «Раймонде», в 2001 году во «Сне в летнюю ночь» Джона Ноймайера, 20 января 2003 — в гала-концерте в честь Рудольфа Нуреева на сцене Опера Гарнье.  
В 2004 году была назначена директором Балетной школы Парижской оперы.
Член жюри балетного конкурса Youth America Grand Prix (США).

## Признание и награды
- 1978 — серебряная медаль Международного конкурса артистов балета в Варне (Болгария)
- 1982 — Премия Лоренса Оливье[англ.] в номинации «лучшее балетное исполнение года» (за исполнение главной партии в балете Пьера Лакотта «Сильфида»)
- 1983 — Театральная премия Вест-Энда
- 1993 — кавалер ордена Искусств и литературы
- 1998 — приз Леонида Мясина
- 1998 — кавалер ордена Почётного легиона
- 1999 — приз «Бенуа танца» (за исполнение партии Дианы в балете Джона Ноймайера «Сильвия»)
- 2004 — офицер ордена «За заслуги»
- 2008 — офицер ордена Почётного легиона
- 2014 — командор ордена «За заслуги»
- 2017 — командор Ордена Искусств и литературы

## Фильмография
- 1982 — «Аврора», режиссёр Доминик Делуш
- 2001 — «Алисия Маркова, легенда», режиссёр Доминик Делуш
- 2001 — «Виолетт и Мистер Би», режиссёр Доминик Делуш